# Der 7. Sinn

Zdjęcie okładki programu

Der 7. Sinn (pol. Siódmy zmysł) – niemiecki program telewizyjny o tematyce bezpieczeństwa w ruchu drogowym, emitowany w latach 1966–2005 na kanale WDR.

## Historia
W przeciwieństwie do poprzednich projektów, skierowanych głównie do dzieci i młodzieży, tym razem grupą docelową stali się kierowcy i dorośli uczestnicy ruchu drogowego. W ciągu 5-minutowego programu na pierwszy plan wysuwała się muzyka, stworzona przez reżysera, Alfreda Noella, na podstawie kompozycji Kenny’ego Clarke’a pt. „Jay Jay”, oraz głos Egona Hoegena, który od samego początku pracował jako lektor w programie. Tytuł programu doprowadził do tego, że określenie „siódmy zmysł” zastępowało znany do tej pory „szósty zmysł”.
Niemiecka premiera odbyła się 4 lutego 1966 r. Porady na temat prawidłowego zachowania się na drodze były prezentowane widzom co tydzień. Przedstawiano możliwe wypadki, a także informacje o prawach fizyki, psychologicznych przyczynach wypadków. Omawiano również elementy wyposażenia samochodów. Choć wiele filmów powstałych w latach 70. wydaje się przestarzałe, to ich tematyka jest nadal aktualna.
Do 1985 r. program był produkowany przez Westdeutscher Rundfunk (WDR). Odpowiedzialność za treści ponosił Karl Mertes. Program tworzony był we współpracy z niemieckim stowarzyszeniem Deutsche Verkehrswacht.
Program otrzymał ponad 45 międzynarodowych nagród, wyróżnień i odznaczeń.

## Po zawieszeniu
Ostatni premierowy odcinek został wyemitowany w grudniu 2005 r. Najważniejsza instytucja ARD – WDR ogłosiła wówczas, że koncepcja programu zostanie zmieniona. Od tamtej pory nic się jednak nie wydarzyło. Niemieccy politycy opowiadają się za przywróceniem serii. ARD odrzuciło jednak propozycje ponownych nagrań. Możliwe, że program będzie emitowany w telewizji internetowej.
W międzyczasie transmisja była emitowana w wielu krajach na całym świecie.
Od roku 2010 wojskowy nadawca, Radio Andernach, nadaje krótkie audycje, wykorzystując muzykę z Der 7. Sinn oraz teksty czytane przez Egon Hoegena. Mają one zainteresować żołnierzy tematyką bezpieczeństwa w ruchu drogowym.